# یمیشان‌لی (قبله)
یمیشان‌لی (به لاتین: Yemişanlı) یک منطقه مسکونی در جمهوری آذربایجان است که در شهرستان قبله واقع شده است. یمیشان‌لی ۷۵۵ نفر جمعیت دارد.